# عطیه حموده
عطیه حموده (انگلیسی: Attia Hamouda; ۱۹۱۴ – ۱۹۹۲) وزنه‌بردار اهل مصر بود.
از افتخارات وی می‌توان به کسب مدال نقره وزنه‌برداری ۶۷٫۵ در بازی‌های المپیک تابستانی ۱۹۴۸ اشاره کرد.